# Tekle Haymanot
Abune Tekle Haymanot (Giz : አቡነ ተክለ ሃይማኖት; v koptski cerkvi znan kot sveti Takla Haymanot iz Etiopije, etiopski svetnik in menih, ki so ga večinoma častili kot puščavnika, * 1215, Šoa, 1313, Debre Libanos
V svoji rodni provinci Shewa je ustanovil velik samostan. Pomemben je, ker je edini etiopski svetnik, priljubljen je tako med Etiopijci kot zunaj. Tekle Haymanot je edini etiopski svetnik, ki se uradno priznava v tujih cerkvah, kot sta rimokatoličanska in egipčanska. Njegov praznik je 30. avgusta (Nehasə 24 v etiopskem koledarju), 24. dan vsakega meseca v etiopskem koledarju pa je posvečen njemu.